# Salvator mundi

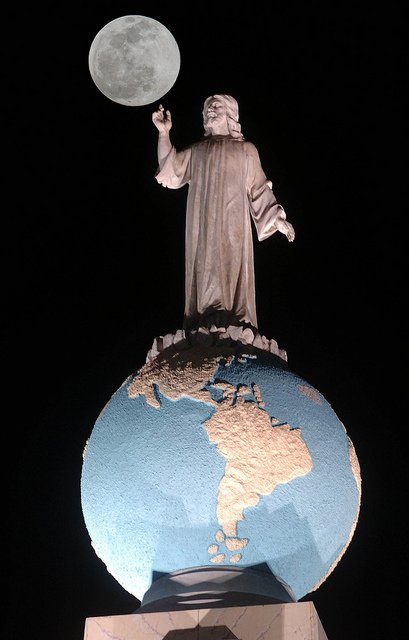
Monumento al Divino Salvador del Mundo, San Salvador

Salvator mundi (lateinisch für „Erlöser der Welt“ oder „Heiland der Welt“) ist ein Ehrentitel Jesu Christi.

## Ikonographie
In der christlichen Ikonographie ist die Darstellung des Salvator mundi ein Bildtypus, der im Spätmittelalter entstand: Die rechte Hand hält Christus zum Segen erhoben, in der linken hält er eine mit einem Kreuz bekrönte Sphärenkugel oder einen Reichsapfel, meistens wird er dabei mit Kreuznimbus dargestellt. Die Kugel symbolisiert Christi Herrschaft über die Welt und ist als Hinweis auf die göttliche  Dreieinigkeit oftmals in drei Teile gegliedert. Seit der Renaissance wird Christus auf diesem Bildtypus auch häufig mit einer Königskrone dargestellt. 
Am geläufigsten sind halbfigurige Ausführungen des Typus. In ganzfigurigen Umsetzungen ist Christus häufig von den Aposteln flankiert und das Bild mit einem Spruchband versehen, auf dem auf die Erlösung der Welt hingewiesen wird.

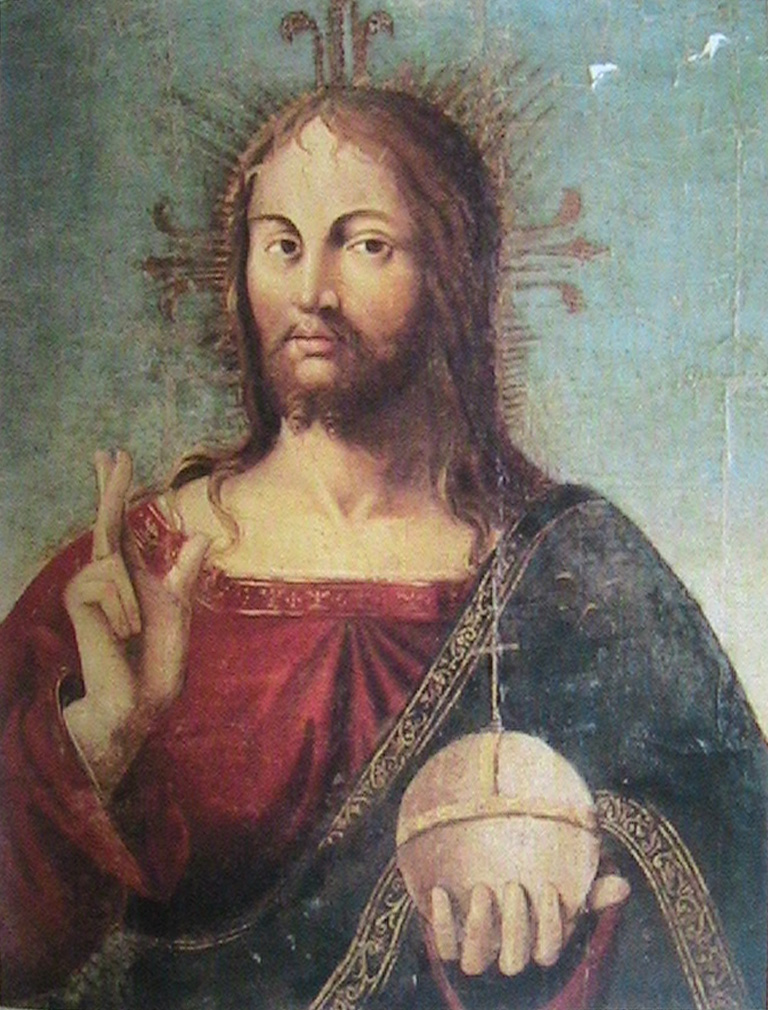
Salvator mundi von Antonello da Messina, 15. Jahrhundert
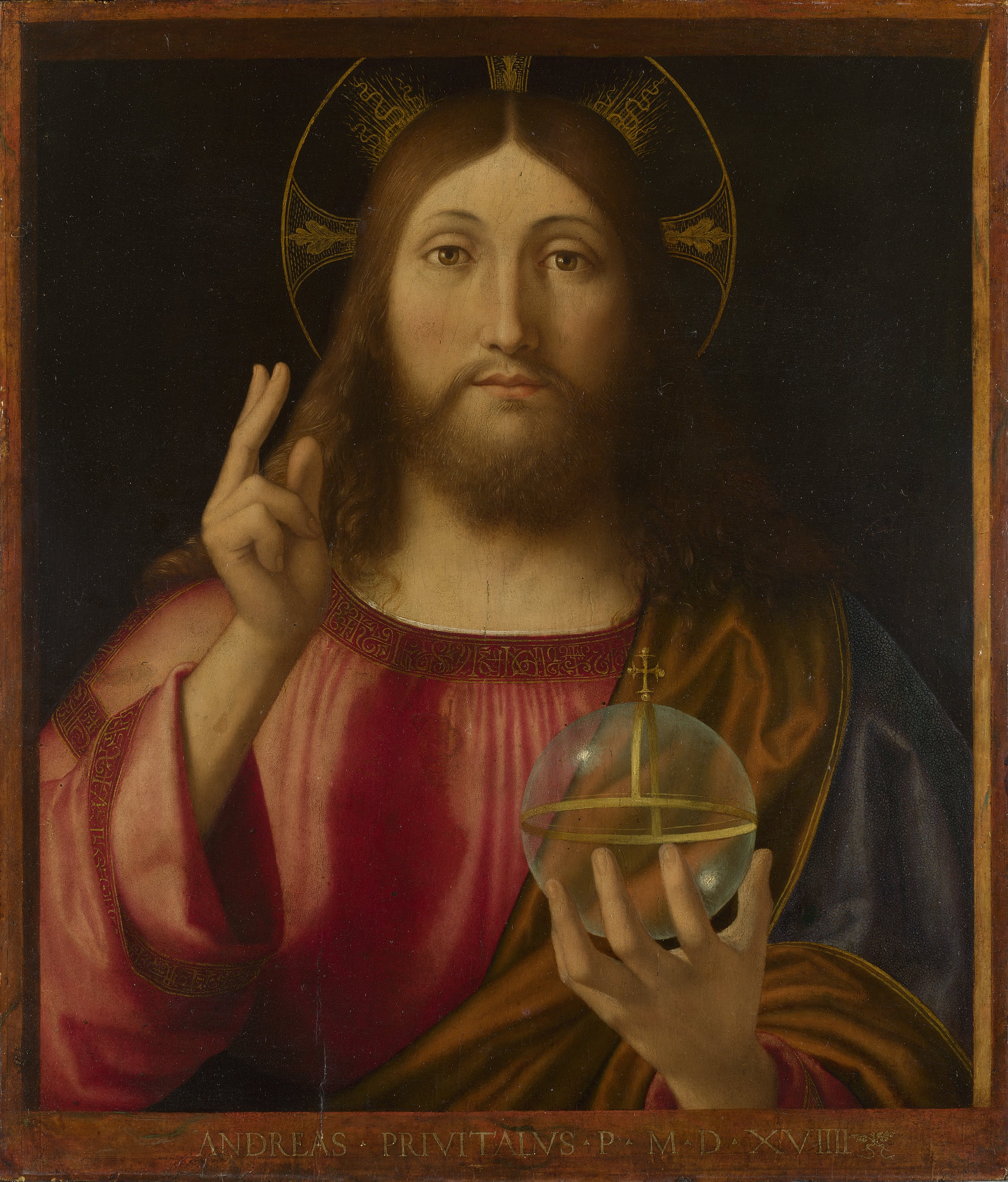
Salvator mundi von Andrea Previtali, 15./16. Jahrhundert
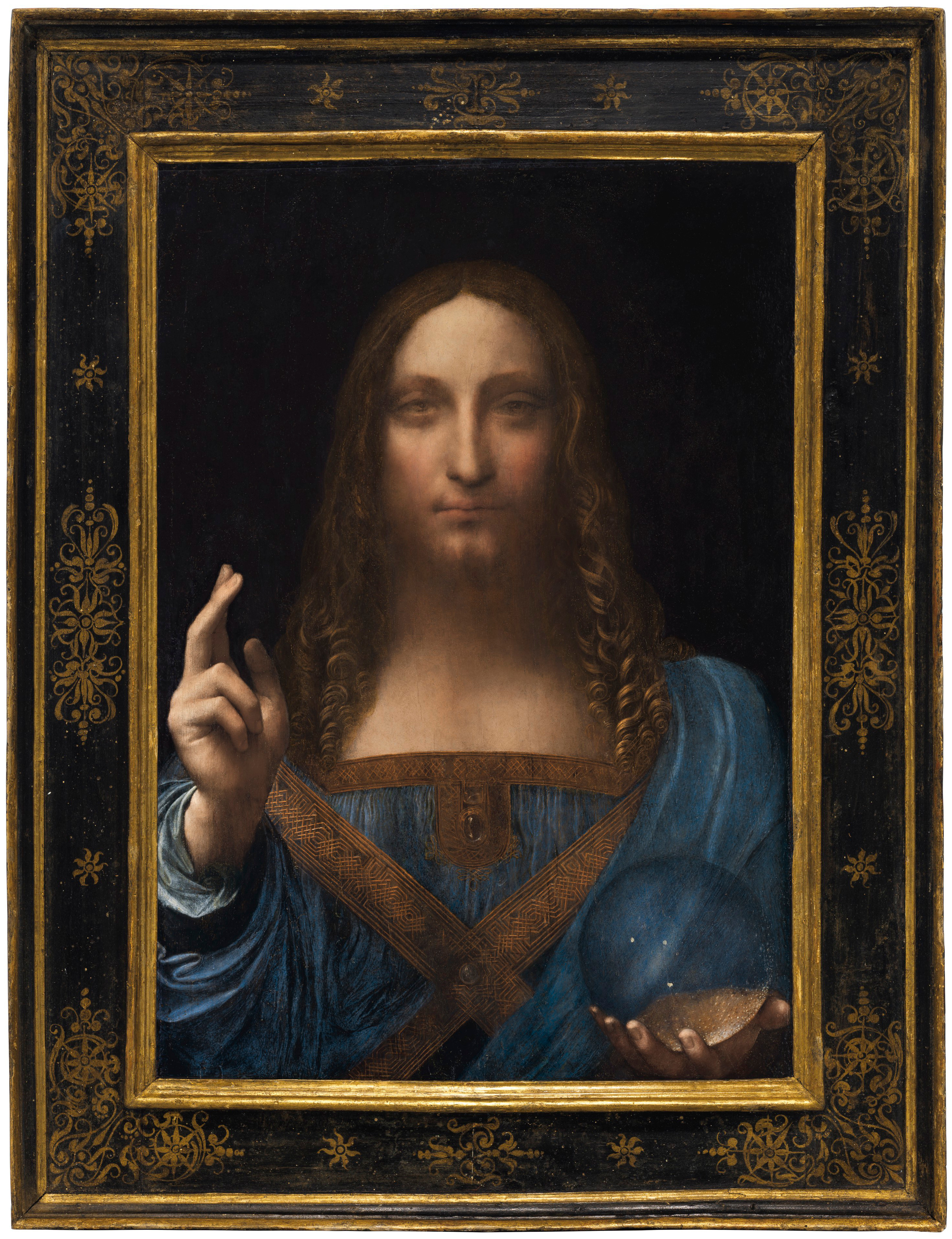
Salvator mundi Leonardo da Vinci zugeschrieben, um 1500
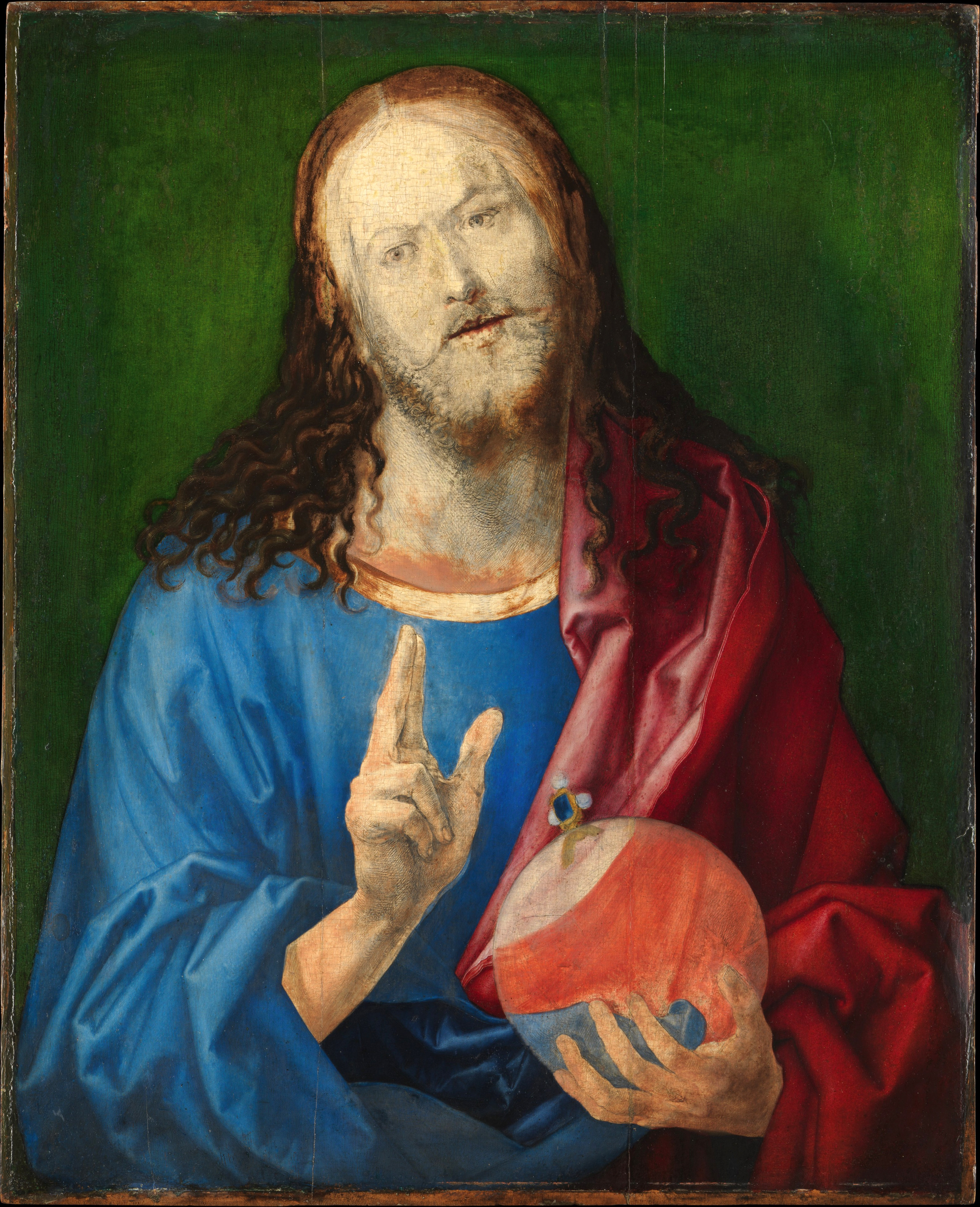
Salvator mundi von Albrecht Dürer, vor 1505
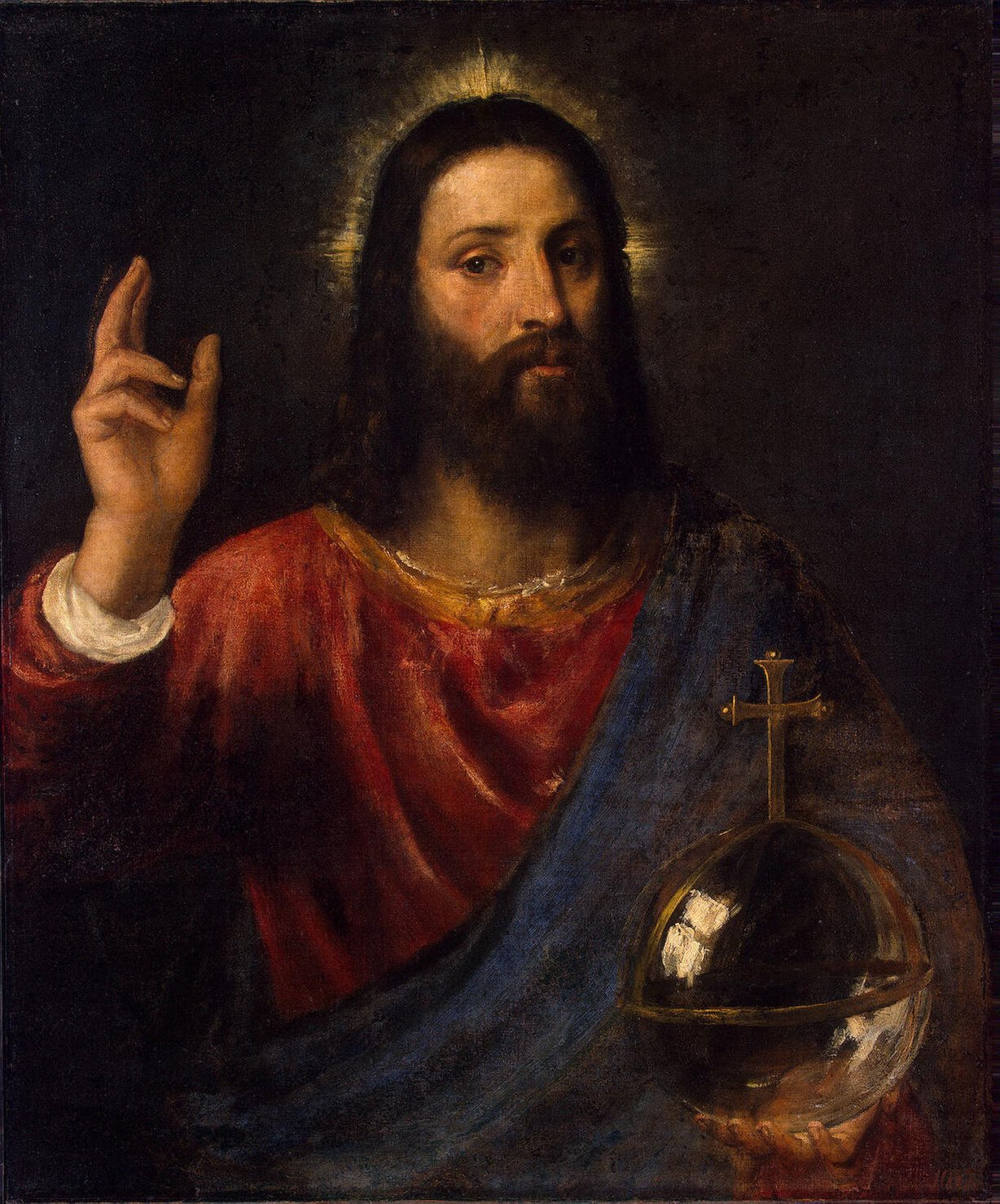
Salvator mundi von Tizian, etwa 1570

## Patrozinien
Die Lateranbasilika, die auf Kaiser Konstantin den Großen zurückgeht, war ursprünglich Christus, dem Erlöser geweiht (324, heute San Giovanni in Laterano). Das Heilandspatrozinium war dann vom 8. Jahrhundert an besonders bei den Karolingerkaisern in Berufung auf die Nachfolge der römischen Kaiser beliebt. Dem Heiland der Welt sind heute zahlreiche Kirchen geweiht, siehe Salvatorkirche. Dem Patrozinium des Erlösers ist auch die Ordensgemeinschaft der Societas Divini Salvatoris, der Salvatorianer, unterstellt.